# Hlíðarendi (stadion)
Hlíðarendi – stadion piłkarski w Reykjavíku, w Islandii. Obiekt może pomieścić 2500 widzów. Swoje spotkania rozgrywają na nim piłkarze klubu Valur.